# Bělá (Havlíčkův Brod-i járás)
Bělá  (németül: Biela) község Csehországban, a Havlíčkův Brod-i járásban. Bělá Pertoltice, Bohdaneč, Jedlá, Vlastějovice és Třebětín településekkel határos. Lakosainak száma 221 fő (2024. január 1.).

## Népesség
A település lakosságának változását az alábbi diagram mutatja:
| Lakosok száma | 506  | 535  | 461  | 367  | 279  | 207  | 221  | 220  | 214  | 221  |
|               | 1869 | 1900 | 1921 | 1961 | 1980 | 2011 | 2016 | 2019 | 2021 | 2024 |